# Fujiwara no Takafuji
Fujiwara no Takafuji (藤原 高藤, [[[838]] – 900] Erro: {{japonês}}: texto da transliteração contém caractere não latino (pos 17) (ajuda)), era um nobre membro da Corte, estadista e político durante o Período Heian da História do Japão.

## Vida
Este membro do Ramo Kanjūji  do Clã Fujiwara era o segundo filho de Fujiwara no Yoshikado e neto de Fuyutsugu. Sua mãe era Takada no Haruko (高田春子), filha de Takada no Shamimaro. Sua filha Taneko (胤子) foi mãe do Imperador Daigo.
Takafuji entrou para a corte após a ascensão de seu neto em 897. Embora o título de seu pai fosse Udoneri (内舎人, guarda-costas do imperador), Takafuji no final de sua carreira ocupou o cargo de Naidaijin.
Takafuji era conhecido como Ko-Ichijo naidaijin (小一条内大臣) ou Kajuji naidaijin (勧修寺内大臣).
Seus filhos foram  Fujiwara no Teikuni (867-906) e Fujiwara no Sadakata (873-932).

## Carreira
Takafuji se tornou Sangi (参議) em 895 , se tornou Chūnagon (中納言)  em 897 e  Dainagon (大納言) em 899.
No dia 28 de janeiro de 900 foi promovido a Naidaijin (内大臣), mas morreu poucos meses depois em  13 de abril de 900 aos 62 anos de idade.
| Precedido por Fujiwara no Yoshikado | -- 2º Líder dos Kanjūji Fujiwara | Sucedido por Fujiwara no Sadakata |